# Castillon (Lembeye)
Castillon (fr. nieoficjalnie: Castillon-de-Lembeye) – miejscowość i gmina we Francji, w regionie Nowa Akwitania, w departamencie Pireneje Atlantyckie, w kantonie Lembeye.
Według danych na rok 1990 gminę zamieszkiwały 64 osoby, a gęstość zaludnienia wynosiła 14 osób/km² (wśród 2290 gmin Akwitanii Castillon (Lembeye) plasuje się na 1110. miejscu pod względem liczby ludności, natomiast pod względem powierzchni na miejscu 1449.).